# Porter Wagoner

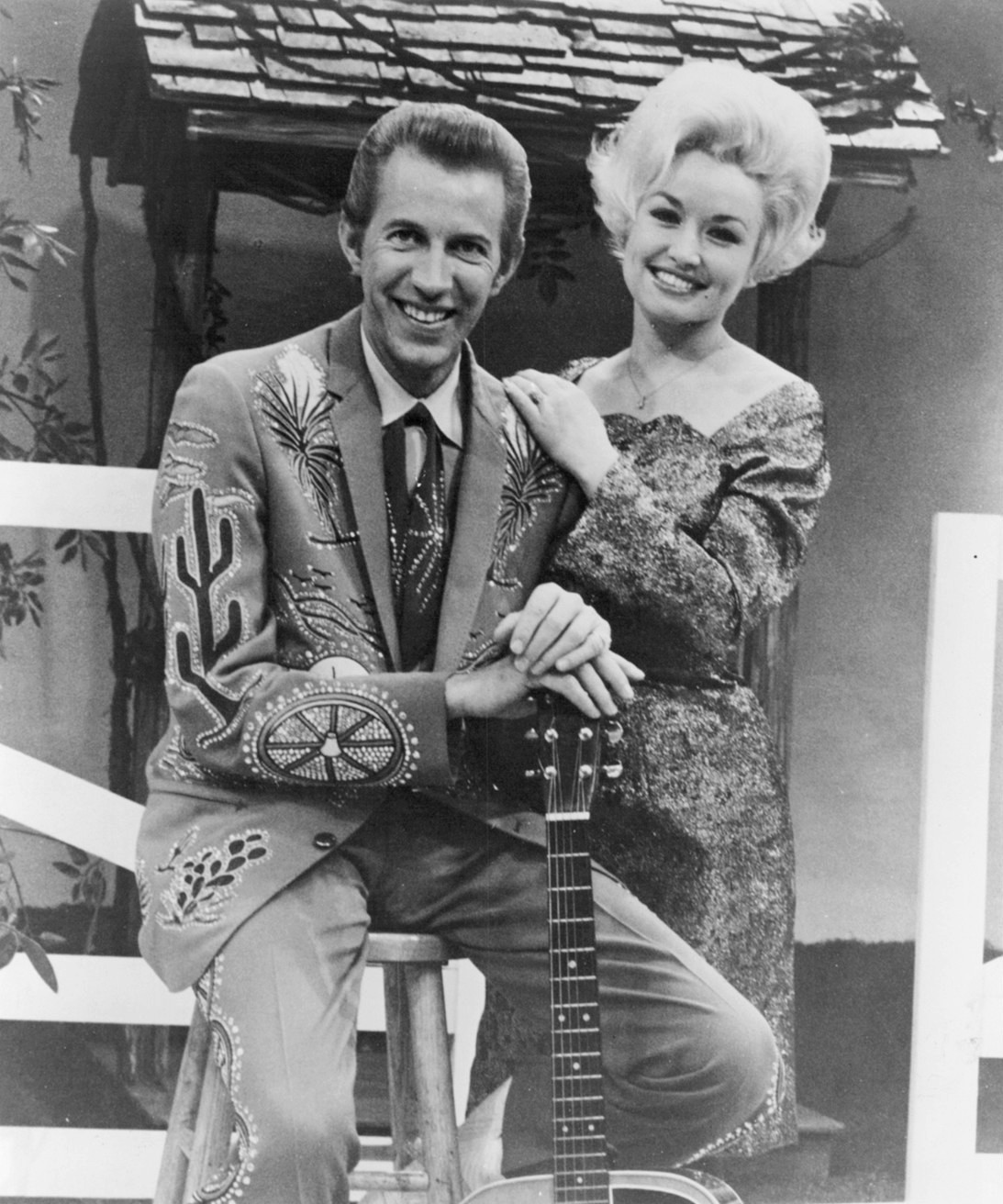
Porter Wagoner och Dolly Parton 1969.

Porter Wagoner, född 12 augusti 1927 i West Plains, Missouri, död 28 oktober 2007 i Nashville, Tennessee, var en amerikansk countrysångare och gitarrist. Han slog igenom 1951, och åren kring 1970 kunde han höras i duettinspelningar tillsammans med Dolly Parton. Mellan 1961 och 1980 hade han också sitt eget tv-program, The Porter Wagoner Show. Han blev 2002 invald i Country Music Hall of Fame.

## Diskografi (urval)
Album (topp 20 på Billboard Charts - Top Country Albums)
- 1963 – The Porter Wagoner Show (#13)
- 1963 – Y'All Come (#17)
- 1964 – Porter Wagoner in Person (#5)
- 1966 – Confessions of a Broken Man (#6)
- 1967 – Soul of a Convict & Other Great Prison Songs (#7)
- 1967 – The Cold Hard Facts of Life (#4)
- 1968 – Just Between You and Me (med Dolly Parton) (#8)
- 1968 – The Bottom of the Bottle (#19)
- 1968 – Just the Two of Us (med Dolly Parton) (#5)
- 1969 – Always, Always (med Dolly Parton) (#5)
- 1969 – The Carroll County Accident (#4)
- 1970 – Porter Wayne and Dolly Rebecca (med Dolly Parton)	 (#4)
- 1970 – You Got-ta Have a License (#9)
- 1970 – Once More (med Dolly Parton) (#7)
- 1971 – The Best of Porter Wagoner and Dolly Parton (#7)
- 1971 – Simple as I Am (#11)
- 1971 – Two of a Kind (med Dolly Parton) (#13)
- 1972 – The Right Combination/Burning the Midnight Oil (med Dolly Parton)	(#6)
- 1972 – Together Always (med Dolly Parton) (#3)
- 1972 – We Found It (med Dolly Parton) (#20)
- 1973 – Love and Music (med Dolly Parton) (#8)
- 1974 – Porter 'n' Dolly (med Dolly Parton) (#8)
- 1975 – Say Forever You'll Be Mine (med Dolly Parton) (#6)
- 1980 – Porter & Dolly (med Dolly Parton) (#9)

Singlar (topp 10 på Billboard Hot Country Songs)
- 1954 – "Company's Comin' " (#7)
- 1955 – "A Satisfied Mind" (#1)
- 1955 – "Eat, Drink And Be Merry (Tomorrow You'll Cry)" (#3)
- 1956 – "What Would You Do? (If Jesus Came To Your House)" (#8)
- 1961 – "Your Old Love Letters" (#10)
- 1962 – "Misery Loves Company" (#1)
- 1962 – "Cold Dark Waters" (#10)
- 1962 – "I've Enjoyed As Much of This As I Can Stand" (#7)
- 1964 – "Sorrow on the Rocks" (#5)
- 1965 – "Green Green Grass of Home" (#4)
- 1965 – "Skid Row Joe" (#3)
- 1967 – "The Cold Hard Facts of Life" (#2)
- 1967 – "The Last Thing on My Mind" (med Dolly Parton) (#7)
- 1968 – "The Carroll County Accident" (#2)
- 1968 – "Holding on to Nothin' " (med Dolly Parton) (#7)
- 1968 – "We'll Get Ahead Someday" (med Dolly Parton) (#5)
- 1969 – "Yours Love" (med Dolly Parton) (#9)
- 1969 – "Big Wind" (#3)
- 1969 – "Just Someone I Used to Know" (med Dolly Parton) (#5)
- 1970 – "Tomorrow Is Forever" (med Dolly Parton) (#9)
- 1970 – "Daddy Was an Old Time Preacher Man" (med Dolly Parton) (#7)
- 1971 – "Better Move It on Home" (med Dolly Parton) (#7)
- 1972 – "What Ain't to Be Just Might Happen" (#8)
- 1972 – "Lost Forever in Your Kiss" (med Dolly Parton) (#9)
- 1973 – "If Teardrops Were Pennies" (med Dolly Parton) (#3)
- 1974 – "Please Don't Stop Loving Me" (med Dolly Parton) (#1)
- 1975 – "Say Forever You'll Be Mine" (med Dolly Parton) (#5)
- 1976 – "Is Forever Longer Than Always" (med Dolly Parton) (#8)
- 1980 – "Making Plans" (med Dolly Parton) (#2)